# Biswamoyopterus biswasi
Biswamoyopterus biswasi är en gnagare i släktgruppen flygekorrar som förekommer i östra Indien. Den är inte bara den sällsyntaste ekorren utan även ett av de sällsyntaste däggdjuren över huvud taget. Arten är bara känd från en enda individ som hittades 1981 i delstaten Arunachal Pradesh och som beskrevs av den indiska biologen Sekhar Saha. Djuret vistades i en skog med träd av arten Mesua ferrea.
Det vetenskapliga släktnamnet och artepitet hedrar den indiska ornitologen Biswamoy Biswas.
Nämnda individ hade en kroppslängd av 40 centimeter samt en svanslängd av 60 centimeter. Pälsen var på ovansidan rödbrun och på undersidan vitaktig. Den liknade jätteflygekorrar i utseende men hade tofsar på öronen. Vid händer och fötter är pälsen mörkare. Biswamoyopterus biswasi har liksom flera andra ekorrar en yvig svans. Den är nära bålen gråaktig, sedan rödaktig, sedan rödbrun och vid spetsen brun. Undersökningen av djurets tanduppsättning visade stora skillnader till andra flygekorrar. I motsats till övriga flygekorrar har arten inga rödaktiga framtänder. Även formen av artens tandemalj och storleken av kindtänderna var avvikande.
Levnadssättet antas vara lika som hos andra flygekorrar.
IUCN listar arten som akut hotad (Critically Endangered) och det antas att populationen inte överstiger 250 individer. Trots att regionen är välbesökt har hittills inga fler individer hittats.
2013 beskrevs en ny art i samma släkte som förekommer i Laos, Biswamoyopterus laoensis.